# Рід-Сіті (Мічиган)
Рід-Сіті (англ. Reed City) — місто (англ. city) в США, в окрузі Осеола штату Мічиган. Населення — 2490 осіб (2020).

## Географія
Рід-Сіті розташований за координатами 43°52′21″ пн. ш. 85°30′25″ зх. д. / 43.87250° пн. ш. 85.50694° зх. д. (43.872513, -85.507039).  За даними Бюро перепису населення США в 2010 році місто мало площу 5,47 км², з яких 5,38 км² — суходіл та 0,09 км² — водойми.

## Демографія
Згідно з переписом 2010 року, у місті мешкало 2425 осіб у 1007 домогосподарствах у складі 582 родин. Густота населення становила 444 особи/км².  Було 1136 помешкань (208/км²).
Расовий склад населення:
| - 94,8 % — білих - 1,7 % — чорних або афроамериканців - 0,5 % — корінних американців - 0,2 % — азіатів |

До двох чи більше рас належало 2,5 %. Частка іспаномовних становила 2,2 % від усіх жителів.
За віковим діапазоном населення розподілялося таким чином: 26,4 % — особи молодші 18 років, 56,1 % — особи у віці 18—64 років, 17,5 % — особи у віці 65 років та старші. Медіана віку мешканця становила 36,1 року. На 100 осіб жіночої статі у місті припадало 81,4 чоловіків;  на 100 жінок у віці від 18 років та старших — 78,7 чоловіків також старших 18 років.
Середній дохід на одне домашнє господарство  становив 36 969 доларів США (медіана — 26 852), а середній дохід на одну сім'ю — 41 610 доларів (медіана — 31 184). Медіана доходів становила 29 194 долари для чоловіків та 27 045 доларів для жінок. За межею бідності перебувало 37,6 % осіб, у тому числі 59,2 % дітей у віці до 18 років та 12,5 % осіб у віці 65 років та старших.
Цивільне працевлаштоване населення становило 982 особи. Основні галузі зайнятості: виробництво — 24,9 %, освіта, охорона здоров'я та соціальна допомога — 19,9 %, роздрібна торгівля — 13,7 %, науковці, спеціалісти, менеджери — 10,4 %.